# Île Milltown
L'île Milltown est une île de l'État de Washington dans le Comté de Skagit, aux États-Unis.

## Description
Située dans le Puget Sound, elle s'étend sur environ 1,3 km de longueur pour une largeur d'à peu près 780 m.